# Баллилинан
Баллилинан (англ. Ballylinan; ирл. Baile Uí Laigheanáin, «город Линана») — деревня в Ирландии, находится в графстве Лиишь (провинция Ленстер). Деревня принимает ежегодный метал-фестиваль Day of Darkness.

## Демография
Население — 754 человека (по переписи 2006 года). В 2002 году население составляло 430 человек.
Данные переписи 2006 года:
| Общие демографические показатели |               |                               |                               |      |      |
| Всё население                    | Всё население | Изменения населения 2002—2006 | Изменения населения 2002—2006 | 2006 | 2006 |
| 2002                             | 2006          | чел.                          | %                             | муж. | жен. |
| 430                              | 754           | 324                           | 75,3                          | 367  | 387  |